# 트위니스
《트위니스》(Tweenies)는 2001년 11월 12일부터 2003년까지 종영 방송 된 BBC, EBS TV에서 만든 어린이용 TV 시리즈이다.

## 내용
- ‘꼬꼬마 텔레토비’의 후속으로 영국 BBC가 제작한 인형극 ‘트위니스’(월∼금 오후 4·25)를 방영한다. ‘트위니스(Tweenes)’는 3세부터 7세 사이의 취학전 아동을 가리킨다. ‘트위니스’는 재미있는 대사와 흥겨운 노래를 가미해 영국에서 1999년 방영 당시 50%가 넘는 시청률을 기록했고 미국 프랑스 호주 홍콩 등 세계 31개국에서 방영중인 어린이 프로그램. 총 260회로 구성돼 있으며 영국 BBC가 현재 2부(130회)를 제작중이다. ‘텔레토비’가 외계인같은 인형들의 느린 동작과 반복되는 대사가 특징인데 비해 ‘트위니스’는 각양각색의 어린이 인형들이 ‘한편의 작은 뮤지컬’같은 분위기를 연출한다. ‘트위니스’는 특히 컴퓨터로 인형의 얼굴에 표정을 그려 넣는 ‘애니마트로닉스’기법을 통해 인형의 섬세한 감정이 어린이들에게 그대로 전달된다. 연극 놀이를 즐기고 동화 읽기가 취미인 벨라, 풍부한 상상력 때문에 온갖 말썽을 일으키는 마일로, 발레를 좋아하는 피즈, 보이는 물건마다 요절내는 막내 제이크가 주인공. 첫 회는 ‘트위니스 음악대’ 편. 트위니스들이 악기를 연주하며 노래를 부르다 흥이 난 마일로가 계속 시끄럽게 북을 치면서 다툼이 벌어진다. “조화를 이루는 것이 중요하다”는 주디 선생님의 조언에 인형들은 악기를 만들기 시작한다. 마일로는 화분으로 북을, 제이크는 숟가락으로 트라이 앵글을, 피즈는 문지르면 소리가 나는 막대를 만들어 트위니스 음악대를 구성한다. 담당 김훈석 PD는 “다양한 놀이와 탐험, 만들기를 통해 3∼7세 아동의 사회성과 창의력 향상에 도움이 될 것”이라고 말했다.

## 등장인물

### 트위니스 멤버
- 벨라 (Bella, 노란색)는 연극 놀이를 즐기고 동화 읽기가 취미다. 파란피부에 금발머리를 한 소녀.
- 마일로 (Milo, 보라색)는 풍부한 상상력 때문에 온갖 말썽을 일으킨다. 짧고 적은 머리 숱에 피부가 보라색 소년.
- 피즈 (Fizz, 분홍색)는 발레를 좋아한다. 진한 갈색머리에 피부가 노란 소녀.
- 제이크 (Jake, 주황색)는 보이는 물건마다 요절내는 막내. 앵무새 깃털같이 길쭉한 노란머리를 한 주황색 피부인 소년.

### 다른 등장인물
- 주디 선생님 (Judy)
- 맥스 할아버지 (Max Gradfather)
- 두들스 (Doodles)

## 목소리 출연
- 이선주 : 벨라 역
- 엄상현 : 마일로 역
- 이선 : 피즈 역
- 故 김일 : 제이크 역
- 김미정 : 주디 선생님 역
- 박경찬 : 맥스 할아버지 역
- 신경택 : 강아지 두들스 역